# Aha (mitología)
Aha (cuyo significado es "luchador") es un genio benéfico que protege a las mujeres embarazadas y los niños al nacer, en la mitología egipcia.
| D34 | A1 |

| D34 | A1 |

Fue la divinidad principal durante el Imperio Medio en Jemenu/Ashmunein, pero aunque no tuvo templos dedicados, sí era venerado por las familias. Ancestro de Bes, es representado como un gnomo o pigmeo con cara redonda, melena, orejas de felino, de piernas largas y amplia cola, estrangulando dos serpientes o dos escorpiones con sus manos o sujetando una gacela.
Por su papel protector, se le incluía en los amuletos protectores o bastones de marfil mágicos que se colocaban junto al recién nacido y solía ir acompañado con otras deidades como Tueris o Heket.
En los Textos de las Pirámides se le conoce como el "Pigmeo de las Danzas del Dios".